# David Höök
David Höök, född den 7 april 1999 i Växjö, är en svensk basketspelare som spelar för polska MKS Dąbrowa Górnicza.

## Biografi
David Höök inledde sin karriär i Nässjö och spelar 2024 för MKS Dąbrowa Górnicza i polska ligan. Han har även representerat det svenska landslaget.